# 霍爾山
84°55′S 170°22′W / 84.917°S 170.367°W
霍爾山（英語：Mount Hall）是南極洲的山峰，位於杜費克海岸，海拔高度2,430米，由美國探險隊發現和拍攝照片，以該國海軍的上尉命名，現時由南極條約體系管理。